# Starosillea, Horodîșce
Starosillea (în ucraineană Старосілля) este o comună în raionul Horodîșce, regiunea Cerkasî, Ucraina, formată numai din satul de reședință.

## Demografie
Componența lingvistică a comunei Starosillea
     Ucraineană (97,33%)
     Rusă (2,55%)
     Alte limbi (0,04%)
Conform recensământului din 2001, majoritatea populației comunei Starosillea era vorbitoare de ucraineană (97,33%), existând în minoritate și vorbitori de rusă (2,55%).